# David Llanos
David Antonio Llanos Almonacid (Talcahuano, Chile; 27 de julio de 1989) es un futbolista chileno que juega como delantero en Arturo Fernández Vial de la Segunda División Profesional de Chile.

## Trayectoria

### Huachipato
Se inició en las divisiones inferiores de Huachipato. Fue subido en 2006 donde jugó un solo partido bajo el mando del entrenador Arturo Salah.
En tanto, en 2007 otra vez no logra una gran continuidad, ya que el club tenía grandes figuras que en ese momento eran los titulares indiscutidos de la oncena inicial.
Para el 2008 sigue con el mismo trato de entrar en los últimos minutos de partido, en donde no logra afiatar la capacidad futbolística que dispone para entregarle al club.
Ya en 2009 juega gran parte de los partidos en donde muestras sus cosas como jugador cumpliendo para su edad una regular campaña para los pocos minutos jugados, la siguiente temporada por decisión del Técnico Arturo Salah no lo tiene en sus planes, debido a que este último tiempo determinó "argentinizar" la oncena de Huachipato para el 2010.

### Deportes Concepción
El día 12 de febrero de 2010 llega a Deportes Concepción, en los penquistas hace respetable campaña pero las lesiones lo llevan a tener poca regularidad, aunque igual en la temporada es unos de los goleadores del equipo en donde también llegan a la final de la Copa Chile 2010 en donde caen derrotados frente a Deportes Iquique en los penales por 4-3.
El 2011 el objetivo con el club es ascender o ascender tiene un buen arranque de torneo pero vendría una lesión que lo opaca el resto de la temporada en donde intento volver a la titularidad pero ya no tuvo el mismo nivel y el club finalmente no consigue el tan ansiado ascenso ala Primera División de Chile ni tampoco lograr una buena Copa Chile 2011 como el año anterior.

### Palestino
Para el 2012 llega al club Palestino para lograr cosas importantes, pero no obstante no logra continuidad en el equipo teniendo un primer semestre irregular en donde el club no logra el objetivo de alcanzar los playoff del Apertura 2012.

### Rangers
Para el segundo semestre del 2012, ficha por Rangers para disputar el Clausura 2012 y Copa Chile 2012.

### Regreso a Huachipato
En su vuelta a Huachipato el 2013 no logró consolidarse como titular en ofensiva, ya que el equipo obtuvo el título el año anterior, lo que influyó en el aumento de refuerzos en el eje de ataque. Pese a esto, "El Cabo Llanos", sumó valiosos minutos como sustituto, y en variadas ocasiones, marcó. Sus valiosos goles en los minutos finales de los encuentros fueron fundamentales para su arribo a Universidad Católica.

### Universidad Católica
El 19 de junio de 2014 se anuncia su llegada a Universidad Católica a través del sitio oficial del equipo cruzado. En 2016 ganó el Torneo Clausura 2016, la Supercopa de Chile 2016 y se coronó bicampeón del fútbol chileno al ganar el Torneo Apertura 2016. Además obtuvo el título de Primera División 2018, su cuarto título en el equipo de la franja. El 4 de diciembre de 2018, José María Buljubasich, gerente deportivo de Cruzados SADP, anunció que Llanos no continuaba.

### Unión Española
El 3 de enero de 2019, mediante un comunicado por las redes sociales, Unión Española anuncia la llegada del exdelantero cruzado al cuadro hispano, mediante un contrato de un año.

### Deportes La Serena
El 8 de febrero de 2020, mediante un comunicado por las redes sociales, Deportes La Serena anuncia la llegada del nacido en Talcahuano como nuevo refuerzo del club Granate.

## Selección nacional
Su primera nómina fue para la Selección Sub-23, siendo una de las sorpresas de la nómina, anotando un gol en la  Copa Intercontinental de Malasia Sub-23 de 2008.
Fue citado para la larga preparación de la Selección Sub-20 rumbo a la Copa Mundial de Fútbol Sub-20 de 2009, siendo considerado como titular en algunos partidos por Ivo Basay. En los partidos que disputó dicha selección en el Campeonato Sudamericano Sub-20 de 2009, sin embargo, no pudo hacer nada para evitar que finalmente quedaran eliminados en el último partido ante Paraguay Sub-20, donde cayeron por 2-1.
Después vendría la nómina para disputar con la Selección Sub-21 el Torneo Esperanzas de Toulon de 2009: tuvieron una pequeña previa y después partieron, donde el jugador participó en dos duelos, nada más que con el local en donde el equipo nacional logra el título de campeón.
En 2011 fue citado por Claudio Borghi a una selección sub-25 de proyección compuesta solo por jugadores de la Primera B de Chile que podría ser utilizada como sparring para la selección adulta siendo esto la última ocasión en que ha estado convocado en La Roja.

### Participaciones en Campeonato Sudamericano Sub-20
| Sudamericano                | Sede      | Resultado    |
| --------------------------- | --------- | ------------ |
| Sudamericano Sub-20 de 2009 | Venezuela | Primera fase |

### Participaciones en copas amistosas juveniles
| Copa                                            | Sede              | Resultado  |
| ----------------------------------------------- | ----------------- | ---------- |
| Copa Intercontinental de Malasia Sub-23 de 2008 | Malasia           | Semifinal  |
| Copa Milk 2008                                  | Irlanda del Norte | Subcampeón |
| Copa Talentos 2008                              | Países Bajos      | 3° lugar   |
| Torneo Esperanzas de Toulon de 2009             | Francia           | Campeón    |

### Partidos y goles con la Selección Nacional
| \| Fecha \| Lugar \| Local \| Resultado \| Visitante \| Competición \| Goles \| \| ---------- \| ------------ \| ------------------------ \| --------- \| ---------------- \| -------------------------------------------------- \| ----- \| \| 23-05-2008 \| Selangor \| Chile Sub-23 \| 1-2 \| Nigeria Sub-23 \| Copa Intercontinental de Malasia Sub-23 de 2008[4] \| [5] \| \| 28-07-2008 \| Ballymena \| Chile Sub-20 \| 5-0 \| Gales Sub-20 \| Copa Milk 2008[6] \| -[7] \| \| 30-07-2008 \| Coleraine \| Chile Sub-20 \| 1-0 \| Israel Sub-20 \| Copa Milk 2008[6] \| -[8] \| \| 01-08-2008 \| Coleraine \| Irlanda del Norte Sub-20 \| 2-1 \| Chile Sub-20 \| Copa Milk 2008 \| [9] \| \| 05-08-2008 \| Wormerveer \| AZ \| 0-1 \| Chile Sub-20 \| Copa Talentos 2008 \| [10] \| \| 07-08-2008 \| Wormerveer \| Chile Sub-20 \| 1-2 \| RCD Español \| Copa Talentos 2008[11] \| -[12] \| \| 09-08-2008 \| Purmerend \| Chile Sub-20 \| 1-0 \| Bayer Leverkusen \| Copa Talentos 2008 \| -[13] \| \| 12-08-2008 \| Groninga \| FC Groningen \| 0-3 \| Chile Sub-20 \| Amistoso \| -[14] \| \| 14-08-2008 \| Steenwijk \| Olde Veste '54 \| 0-10 \| Chile Sub-20 \| Amistoso \| [15] \| \| 26-08-2008 \| Mejillones \| Chile Sub-20 \| 4-2 \| Bolivia Sub-20 \| Amistoso \| -[16] \| \| 28-08-2008 \| Antofagasta \| Chile Sub-20 \| 3-1 \| Bolivia Sub-20 \| Amistoso \| -[17] \| \| 05-09-2008 \| Buenos Aires \| Argentina Sub-20 \| 2-1 \| Chile Sub-20 \| Amistoso \| -[18] \| \| 07-09-2008 \| Buenos Aires \| Argentina Sub-20 \| 2-2 \| Chile Sub-20 \| Amistoso \| -[19] \| \| 25-11-2008 \| Itauguá \| Chile Sub-20 \| 0-2 \| Argentina Sub-20 \| Amistoso \| -[20] \| \| 27-11-2008 \| Asunción \| Paraguay Sub-20 \| 3-0 \| Chile Sub-20 \| Amistoso \| -[21] \| \| 29-11-2008 \| Asunción \| Chile Sub-20 \| 2-0 \| Colombia Sub-20 \| Amistoso \| [22] \| \| 19-12-2008 \| Curicó \| Chile Sub-20 \| 1-1 \| Uruguay Sub-20 \| Amistoso \| -[23] \| \| 21-12-2008 \| Chillán \| Chile Sub-20 \| 0-1 \| Uruguay Sub-20 \| Amistoso \| -[24] \| \| 22-01-2009 \| Puerto Ordaz \| Chile Sub-20 \| 2-3 \| Uruguay Sub-20 \| Campeonato Sudamericano Sub-20 de 2009[25] \| -[26] \| \| 24-01-2009 \| Puerto Ordaz \| Chile Sub-20 \| 2-0 \| Bolivia Sub-20 \| Campeonato Sudamericano Sub-20 de 2009[25] \| -[27] \| \| 27-01-2009 \| Puerto Ordaz \| Chile Sub-20 \| 0-2 \| Brasil Sub-20 \| Campeonato Sudamericano Sub-20 de 2009[25] \| -[28] \| \| 28-01-2009 \| Puerto Ordaz \| Chile Sub-20 \| 1-2 \| Paraguay Sub-20 \| Campeonato Sudamericano Sub-20 de 2009[25] \| -[29] \| \| 20-05-2009 \| Santiago \| Chile Sub-21 \| 1-2 \| Magallanes \| Amistoso \| -[30] \| \| 27-05-2009 \| Santiago \| Chile Sub-21 \| 5-1 \| Colo-Colo \| Amistoso \| [31] \| \| 08-06-2009 \| Toulon \| Francia Sub-21 \| 0-1 \| Chile Sub-21 \| Torneo Esperanzas de Toulon de 2009 \| -[32] \| \| 12-06-2009 \| Toulon \| Francia Sub-21 \| 0-1 \| Chile Sub-21 \| Torneo Esperanzas de Toulon de 2009 \| -[33] \| \| 25-05-2011 \| Santiago \| Chile Sub-25 \| 3-3 \| Colo-Colo \| Amistoso \| [34] \| \| Total \| \| Presencias \| 27 \| \| Goles \| 10 \| |              |                          |           |                  |                                                 |        |
| Fecha | Lugar        | Local                    | Resultado | Visitante        | Competición                                     | Goles  |
| 23-05-2008 | Selangor     | Chile Sub-23             | 1-2       | Nigeria Sub-23   | Copa Intercontinental de Malasia Sub-23 de 2008 | [ 5 ]  |
| 28-07-2008 | Ballymena    | Chile Sub-20             | 5-0       | Gales Sub-20     | Copa Milk 2008                                  | -      |
| 30-07-2008 | Coleraine    | Chile Sub-20             | 1-0       | Israel Sub-20    | Copa Milk 2008                                  | -      |
| 01-08-2008 | Coleraine    | Irlanda del Norte Sub-20 | 2-1       | Chile Sub-20     | Copa Milk 2008                                  | [ 9 ]  |
| 05-08-2008 | Wormerveer   | AZ                       | 0-1       | Chile Sub-20     | Copa Talentos 2008                              | [ 10 ] |
| 07-08-2008 | Wormerveer   | Chile Sub-20             | 1-2       | RCD Español      | Copa Talentos 2008                              | -      |
| 09-08-2008 | Purmerend    | Chile Sub-20             | 1-0       | Bayer Leverkusen | Copa Talentos 2008                              | -      |
| 12-08-2008 | Groninga     | FC Groningen             | 0-3       | Chile Sub-20     | Amistoso                                        | -      |
| 14-08-2008 | Steenwijk    | Olde Veste '54           | 0-10      | Chile Sub-20     | Amistoso                                        | [ 15 ] |
| 26-08-2008 | Mejillones   | Chile Sub-20             | 4-2       | Bolivia Sub-20   | Amistoso                                        | -      |
| 28-08-2008 | Antofagasta  | Chile Sub-20             | 3-1       | Bolivia Sub-20   | Amistoso                                        | -      |
| 05-09-2008 | Buenos Aires | Argentina Sub-20         | 2-1       | Chile Sub-20     | Amistoso                                        | -      |
| 07-09-2008 | Buenos Aires | Argentina Sub-20         | 2-2       | Chile Sub-20     | Amistoso                                        | -      |
| 25-11-2008 | Itauguá      | Chile Sub-20             | 0-2       | Argentina Sub-20 | Amistoso                                        | -      |
| 27-11-2008 | Asunción     | Paraguay Sub-20          | 3-0       | Chile Sub-20     | Amistoso                                        | -      |
| 29-11-2008 | Asunción     | Chile Sub-20             | 2-0       | Colombia Sub-20  | Amistoso                                        | [ 22 ] |
| 19-12-2008 | Curicó       | Chile Sub-20             | 1-1       | Uruguay Sub-20   | Amistoso                                        | -      |
| 21-12-2008 | Chillán      | Chile Sub-20             | 0-1       | Uruguay Sub-20   | Amistoso                                        | -      |
| 22-01-2009 | Puerto Ordaz | Chile Sub-20             | 2-3       | Uruguay Sub-20   | Campeonato Sudamericano Sub-20 de 2009          | -      |
| 24-01-2009 | Puerto Ordaz | Chile Sub-20             | 2-0       | Bolivia Sub-20   | Campeonato Sudamericano Sub-20 de 2009          | -      |
| 27-01-2009 | Puerto Ordaz | Chile Sub-20             | 0-2       | Brasil Sub-20    | Campeonato Sudamericano Sub-20 de 2009          | -      |
| 28-01-2009 | Puerto Ordaz | Chile Sub-20             | 1-2       | Paraguay Sub-20  | Campeonato Sudamericano Sub-20 de 2009          | -      |
| 20-05-2009 | Santiago     | Chile Sub-21             | 1-2       | Magallanes       | Amistoso                                        | -      |
| 27-05-2009 | Santiago     | Chile Sub-21             | 5-1       | Colo-Colo        | Amistoso                                        | [ 31 ] |
| 08-06-2009 | Toulon       | Francia Sub-21           | 0-1       | Chile Sub-21     | Torneo Esperanzas de Toulon de 2009             | -      |
| 12-06-2009 | Toulon       | Francia Sub-21           | 0-1       | Chile Sub-21     | Torneo Esperanzas de Toulon de 2009             | -      |
| 25-05-2011 | Santiago     | Chile Sub-25             | 3-3       | Colo-Colo        | Amistoso                                        | [ 34 ] |
| Total |              | Presencias               | 27        |                  | Goles                                           | 10     |

## Estadísticas

### Clubes
| Club                         | Div.           | Temporada      | Liga  | Liga  | Liga   | Copas nacionales | Copas nacionales | Copas nacionales | Torneos internacionales | Torneos internacionales | Torneos internacionales | Total | Total | Total  |
| Club                         | Div.           | Temporada      | Part. | Goles | Asist. | Part.            | Goles            | Asist.           | Part.                   | Goles                   | Asist.                  | Part. | Goles | Asist. |
| ---------------------------- | -------------- | -------------- | ----- | ----- | ------ | ---------------- | ---------------- | ---------------- | ----------------------- | ----------------------- | ----------------------- | ----- | ----- | ------ |
| Huachipato · Chile           | 1.ª            | 2006           | 1     | 0     | 0      | —                | —                | —                | —                       | —                       | —                       | 1     | 0     | 0      |
| Huachipato · Chile           | 1.ª            | 2007           | 9     | 0     | 0      | —                | —                | —                | —                       | —                       | —                       | 9     | 0     | 0      |
| Huachipato · Chile           | 1.ª            | 2008           | 9     | 0     | 0      | 3                | 1                | 0                | —                       | —                       | —                       | 12    | 1     | 0      |
| Huachipato · Chile           | 1.ª            | 2009           | 18    | 2     | 1      | 1                | 0                | 0                | —                       | —                       | —                       | 19    | 2     | 1      |
| Huachipato · Chile           | Total 1ª etapa | Total 1ª etapa | 37    | 2     | 1      | 4                | 1                | 0                | 0                       | 0                       | 0                       | 41    | 3     | 1      |
| Deportes Concepción · Chile  | 2.ª            | 2010           | 24    | 7     | 3      | 6                | 1                | 1                | —                       | —                       | —                       | 30    | 8     | 4      |
| Deportes Concepción · Chile  | 2.ª            | 2011           | 30    | 8     | 2      | 5                | 2                | 2                | —                       | —                       | —                       | 35    | 10    | 4      |
| Deportes Concepción · Chile  | Total club     | Total club     | 54    | 15    | 5      | 11               | 3                | 3                | 0                       | 0                       | 0                       | 65    | 18    | 8      |
| Palestino · Chile            | 1.ª            | 2012           | 16    | 1     | 3      | —                | —                | —                | —                       | —                       | —                       | 16    | 1     | 3      |
| Palestino · Chile            | Total club     | Total club     | 16    | 1     | 3      | 0                | 0                | 0                | 0                       | 0                       | 0                       | 16    | 1     | 3      |
| Rangers · Chile              | 1.ª            | 2012           | 15    | 7     | 1      | 3                | 1                | 0                | —                       | —                       | —                       | 18    | 8     | 1      |
| Rangers · Chile              | Total club     | Total club     | 15    | 7     | 1      | 3                | 1                | 0                | 0                       | 0                       | 0                       | 18    | 8     | 1      |
| Huachipato · Chile           | 1.ª            | 2013           | 13    | 4     | 1      | —                | —                | —                | 5                       | 0                       | 0                       | 18    | 4     | 1      |
| Huachipato · Chile           | 1.ª            | 2013-14        | 33    | 15    | 1      | 8                | 4                | 1                | —                       | —                       | —                       | 41    | 19    | 2      |
| Huachipato · Chile           | Total club     | Total club     | 83    | 21    | 3      | 12               | 5                | 1                | 5                       | 0                       | 0                       | 100   | 26    | 4      |
| Universidad Católica · Chile | 1.ª            | 2014-15        | 25    | 11    | 1      | 6                | 4                | 1                | 2                       | 0                       | 0                       | 33    | 15    | 2      |
| Universidad Católica · Chile | 1.ª            | 2015-16        | 18    | 10    | 6      | 11               | 7                | 2                | 3                       | 1                       | 0                       | 32    | 18    | 8      |
| Universidad Católica · Chile | 1.ª            | 2016-17        | 6     | 0     | 0      | 1                | 0                | 0                | 3                       | 1                       | 0                       | 10    | 1     | 0      |
| Universidad Católica · Chile | 1.ª            | 2017           | 5     | 0     | 0      | 2                | 0                | 0                | —                       | —                       | —                       | 7     | 0     | 0      |
| Universidad Católica · Chile | 1.ª            | 2018           | 19    | 5     | 2      | 2                | 1                | 0                | —                       | —                       | —                       | 21    | 6     | 2      |
| Universidad Católica · Chile | Total club     | Total club     | 73    | 26    | 9      | 22               | 12               | 3                | 8                       | 2                       | 0                       | 103   | 40    | 12     |
| Unión Española · Chile       | 1.ª            | 2019           | 7     | 0     | 0      | 2                | 1                | 1                | 2                       | 1                       | 0                       | 11    | 2     | 1      |
| Unión Española · Chile       | Total club     | Total club     | 7     | 0     | 0      | 2                | 1                | 1                | 2                       | 1                       | 0                       | 11    | 2     | 1      |
| Deportes La Serena · Chile   | 1.ª            | 2020           | 5     | 0     | 0      | 0                | 0                | 0                | 0                       | 0                       | 0                       | 5     | 0     | 0      |
| Deportes La Serena · Chile   | Total club     | Total club     | 5     | 0     | 0      | 0                | 0                | 0                | 0                       | 0                       | 0                       | 5     | 0     | 0      |
| Unión San Felipe · Chile     | 2.ª            | 2021           | 10    | 1     | 0      | 0                | 0                | 0                | 0                       | 0                       | 0                       | 10    | 1     | 0      |
| Unión San Felipe · Chile     | Total club     | Total club     | 10    | 1     | 0      | 0                | 0                | 0                | 0                       | 0                       | 0                       | 10    | 1     | 0      |
| Total carrera                | Total carrera  | Total carrera  | 254   | 71    | 22     | 49               | 22               | 7                | 15                      | 3                       | 0                       | 318   | 96    | 29     |
| 1. 2. 3.                     |                |                |       |       |        |                  |                  |                  |                         |                         |                         |       |       |        |

### Selecciones
| Selección                                                | Temporada     | Amistosos | Amistosos | Amistosos | Sudamérica(1) | Sudamérica(1) | Sudamérica(1) | Mundial | Mundial | Mundial | Total | Total | Total  |
| Selección                                                | Temporada     | Part.     | Goles     | Asist.    | Part.         | Goles         | Asist.        | Part.   | Goles   | Asist.  | Part. | Goles | Asist. |
| -------------------------------------------------------- | ------------- | --------- | --------- | --------- | ------------- | ------------- | ------------- | ------- | ------- | ------- | ----- | ----- | ------ |
| Sub-20 · Chile                                           | 2008          | 17        | 6         | 6         | —             | —             | —             | —       | —       | —       | 17    | 6     | 6      |
| Sub-20 · Chile                                           | 2009          | —         | —         | —         | 4             | 0             | 0             | —       | —       | —       | 4     | 0     | 0      |
| Sub-20 · Chile                                           | Total         | 17        | 6         | 6         | 4             | 0             | 0             | 0       | 0       | 0       | 21    | 6     | 6      |
| Sub-21 · Chile                                           | 2009          | 4         | 1         | 2         | —             | —             | —             | —       | —       | —       | 4     | 1     | 2      |
| Sub-21 · Chile                                           | Total         | 4         | 1         | 2         | 0             | 0             | 0             | 0       | 0       | 0       | 4     | 1     | 2      |
| Sub-23 · Chile                                           | 2008          | 1         | 1         | 0         | —             | —             | —             | —       | —       | —       | 1     | 1     | 0      |
| Sub-23 · Chile                                           | Total         | 1         | 1         | 0         | 0             | 0             | 0             | 0       | 0       | 0       | 1     | 1     | 0      |
| Sub-25 · Chile                                           | 2011          | 1         | 2         | 0         | —             | —             | —             | —       | —       | —       | 1     | 2     | 0      |
| Sub-25 · Chile                                           | Total         | 1         | 2         | 0         | 0             | 0             | 0             | 0       | 0       | 0       | 1     | 2     | 0      |
| Total carrera                                            | Total carrera | 23        | 10        | 8         | 4             | 0             | 0             | 0       | 0       | 0       | 27    | 10    | 8      |
| (1) Incluye los partidos del Sudamericano Sub-20 (2009). |               |           |           |           |               |               |               |         |         |         |       |       |        |

### Resumen estadístico
| Competición           | Partidos | Goles | Asistencias |
| --------------------- | -------- | ----- | ----------- |
| Primera división      | 190      | 55    | 17          |
| Segunda división      | 64       | 16    | 5           |
| Copas nacionales      | 49       | 22    | 7           |
| Copas internacionales | 15       | 3     | 0           |
| Selección Sub-25      | 1        | 2     | 0           |
| Selección Sub-23      | 1        | 1     | 0           |
| Selección Sub-21      | 4        | 1     | 2           |
| Selección Sub-20      | 21       | 6     | 6           |
| Total                 | 345      | 106   | 37          |

### Tripletes
| Partidos en los que anotó tres o más goles | Partidos en los que anotó tres o más goles | Partidos en los que anotó tres o más goles | Partidos en los que anotó tres o más goles | Partidos en los que anotó tres o más goles | Partidos en los que anotó tres o más goles | Partidos en los que anotó tres o más goles |
| N.º                                        | Fecha                                      | Estadio                                    | Partido                                    | Goles                                      | Resultado                                  | Competición                                |
| ------------------------------------------ | ------------------------------------------ | ------------------------------------------ | ------------------------------------------ | ------------------------------------------ | ------------------------------------------ | ------------------------------------------ |
| 1                                          | 14 de agosto de 2008                       | Sportpark Parallelweg, Steenwijk           | Olde Veste '54 - Chile Sub-20              |                                            | 0 - 10                                     | Amistoso                                   |
| 2                                          | 19 de abril de 2014                        | Municipal Nicolás Chahuán Nazar, La Calera | Unión La Calera - Huachipato               |                                            | 0 - 6                                      | Clausura 2014                              |
| 3                                          | 8 de julio de 2015                         | San Carlos de Apoquindo, Santiago          | AC Barnechea - Universidad Católica        |                                            | 1 - 6                                      | Copa Chile 2015                            |

## Palmarés

### Torneos nacionales
| Título             | Equipo                   | País  | Año    |
| ------------------ | ------------------------ | ----- | ------ |
| Primera División   | C.D Universidad Católica | Chile | 2016-C |
| Supercopa de Chile | C.D Universidad Católica | Chile | 2016   |
| Primera División   | C.D Universidad Católica | Chile | 2016-A |
| Primera División   | C.D Universidad Católica | Chile | 2018   |

### Torneos internacionales
| Título                      | Equipo           | País    | Año  |
| --------------------------- | ---------------- | ------- | ---- |
| Torneo Esperanzas de Toulon | Selección Sub-21 | Francia | 2009 |

### Distinciones individuales
| Distinción                                         | Año  |
| -------------------------------------------------- | ---- |
| Premiado por participación con la Selección Sub-21 | 2009 |